# Leptostylus ovalis
Leptostylus ovalis es una especie de escarabajo longicornio del género Leptostylus, categorizada en la tribu Acanthocinini, de la subfamilia Lamiinae. Fue descrita por Bates en 1863.

## Descripción
Mide 4,75-6,36 mm de longitud.

## Distribución
Se distribuye por Bolivia, Brasil, Guayana Francesa y Paraguay.